# Hộ Độ
Hộ Độ là một xã thuộc thành phố Hà Tĩnh, tỉnh Hà Tĩnh, Việt Nam.
Xã Hộ Độ có diện tích 6,4 km², dân số năm 1999 là 7152 người, mật độ dân số đạt 1118 người/km².

## Vị trí địa lý
- Bắc giáp Mai Phụ, Thạch Mỹ
- Đông giáp Thạch Đỉnh, Thạch Bàn
- Nam giáp Thạch Hạ
- Tây giáp Thạch Sơn.

## Hành chính
Xã Hộ Độ được chia thành 9 thôn: Nam Hà, Vĩnh Phú, Tân Quý, Xuân Tây, Trung Châu, Liên Xuân, Đồng Xuân, Yên Thọ, Vĩnh Phong.

## Lịch sử
- Trước năm 1976 xã có tên là Thạch Nam thuộc huyên Thạch Hà
- Năm 2007 Thành lập huyện Lộc Hà, Hộ Độ chuyển từ huyện Thạch Hà sang Lộc Hà [3]

Từ xa xưa trên địa bàn xã này có tuyến kênh Nhà Lê nối từ  kinh đô Hoa Lư đến Đèo Ngang đi qua, là tuyến đường thủy đầu tiên trong lịch sử Việt Nam và được coi là tuyến đường Hồ Chí Minh trên sông vì những đóng góp cho các cuộc chiến tranh của người Việt.
Ngày 14 tháng 11 năm 2024, Ủy ban Thường vụ Quốc hội ban hành Nghị quyết số 1283/NQ-UBTVQH15 về việc sắp xếp các đơn vị hành chính cấp xã thuộc tỉnh Hà Tĩnh giai đoạn 2023–2025 (nghị quyết có hiệu lực từ ngày 1 tháng 1 năm 2025). Theo đó, xã Hộ Độ sáp nhập vào thành phố Hà Tĩnh.

## Thông tin thêm
- Bản đồ xã Hộ Độ[liên kết hỏng]